# Ouidah I
Ouidah I è un arrondissement del Benin situato nella città di Ouidah (dipartimento dell'Atlantico) con 10.022 abitanti (dato 2006).
Comprende parte della città di Ouidah.